# صوفيا إكرسون
صوفيا هينيون إكرسون (1880 – 19 يوليو 1954) كانت عالمة نبات أمريكية.

## سيرة ذاتية
ولدت صوفيا إكرسون حوالي عام 1880 (تاريخ ميلادها الدقيق غير معروف) في أولد تابان، نيو جيرسي لألبرت بوغرت إيكرسون وآن هينيون إكرسون. بعد التخرج من المدرسة الثانوية، لم تذهب إيكرسون إلى الجامعة على الفور وبدلاً من ذلك ساعدت إخوتها في الكلية. بحلول عام 1901 التحقت بكلية سميث في ماساتشوستس حيث ألهمها ويليام فرانسيس جانونج للدراسة وممارسة مهنة علم النبات وعلم وظائف الأعضاء. أكملت إيكرسون درجة البكالوريوس في عام 1905 وبقيت في كلية سميث للحصول على درجة الماجستير التي أكملتها عام 1907. خلال فترة وجودها في كلية سميث قامت إيكرسون بتدريس علم النبات والكيمياء الدقيقة للنبات، حيث عملت معيدة ومساعدة في قسم علم النبات بين عامي 1905 و 1909. سافرت إلى جامعة شيكاغو عام 1909، وحصلت إيكرسون على درجة الدكتوراه عام 1911. 
بعد حصولها على الدكتوراه حصلت إكرسون على منصب مساعد في فسيولوجيا النبات في جامعة شيكاغو حتى عام 1915 عندما أصبحت معلمة الكيمياء الدقيقة للنبات. بين عامي 1921 و 1922 قامت إيكرسون بالتدريس وإجراء الأبحاث في جامعة ويسكونسن بينما كانت تعمل أيضًا في مكتب صناعة النباتات التابع لوزارة الزراعة الأمريكية ، قبل أن تتولى وظيفة اختصاصي كيمياء نباتية في معهد بويس طومسون لأبحاث النبات في يونكرز، نيويورك في عام 1924، وهو المنصب الذي بقيت فيه لبقية حياتها المهنية، وأصبحت في النهاية رئيسة قسم الكيمياء الدقيقة بالمعهد. 
بسبب التنقل في كثير من الأحيان في جميع أنحاء البلاد مع عملها لم تتزوج إكرسون أبدًا.  تقاعدت من العمل في عام 1940، وتوفيت في 19 يوليو 1954 في بليزانت فالي، كونيتيكت بعد مرض لمدة أسبوع.  

## البحث
بدأ عمل إيكرسون في كيمياء النبات بدكتوراه في موضوع كيفية تغير أجنة البذور أثناء الإنبات. حيث أجرت تجارب في معهد بويس طومسون حول كيفية تصنيع النباتات للبروتينات الموجودة في التربة، وفيما بعد حول العمليات التي ينتج بها القطن والنباتات الأخرى جزيئات السليلوز. 
شغلت إكرسون منصب نائب رئيس (1934) ورئيس (1935) القسم الفسيولوجي للجمعية النباتية الأمريكية، وكان منصب نادر لامرأة في ذلك الوقت.  

## روابط خارجية
- Works by or about Sophia Eckerson at Internet Archive